# Мундштук (конская упряжь)
Мундштук — металлическое устройство, вкладываемое вместе с трензельным удилом в рот лошади и пристегивающиеся к суголовью, которое облегчает управление лошадью при  верховой езде (в особенности одною рукой), так как при этом всадник получает возможность с меньшим усилием подчинить коня своей воле. Мундштук — наследие рыцарской эпохи, он был необходим на турнирах, где от безусловного подчинения коня зависел исход единоборства, а всадник должен был помимо поводьев удерживать ещё и оружие. 

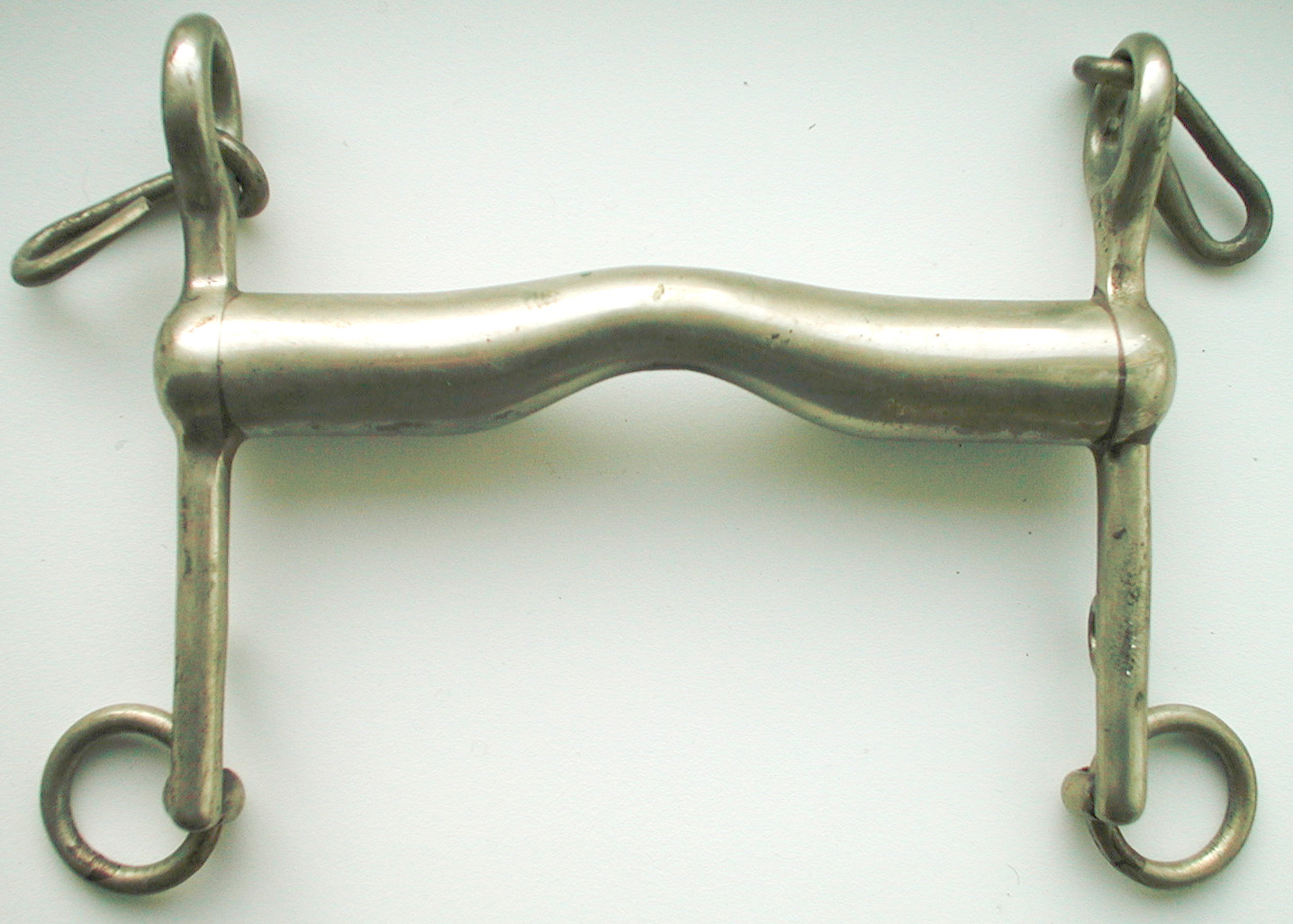
Мундштук

Мундштук состоит из удила или грызла и двух щечек. Каждая щечка подразделяется на верхнюю и нижнюю. Конец верхних щечек образует крючок для надевания мундштука на кольца суголовья; на этом же конце имеется отверстие, к которому привешен крючок для приспособления цепочки, охватывающей нижнюю челюсть в выемке подбородка. В концах нижних щечек вделаны кольца, к которым пристегиваются мундштучные поводья. Цепка определяет правильное положение и действие мундштука, регулируя движение верхних щёчек при набирании поводьев.
Действие мундштука основано на свойствах рычага, причём рычаг этот имеет передвижную точку опоры, почему и действует то как рычаг 1-го рода, то как рычаг 2-го рода. Чтобы мундштук отвечал своему назначению, он должен делаться по специальным правилам и сообразно строению рта лошади. Удило мундштука, помещающееся на беззубом крае рта лошади, должно быть круглое, гладкое, не очень тонкое; дабы язык не расплющивался под давлением удила и не покрывал дёсен, необходимо, чтобы для него в удиле было место; поэтому средняя часть удила делается в виде дуги, в которую и помещается язык; края этой дуги должны быть закрученными, а высотой невелики, чтобы касались неба. Длина основания дужки удила должна равняться высоте нижней челюсти в том месте, где лежит удило, а высота этой дужки должна равняться половине высоты челюсти. Длина всего удила должна быть равна ширине рта вместе с губами. Чтобы соблюсти все необходимые условия к концу XIX века были разработаны специальные приборы для измерения всех частей рта лошади, например: итальянский станок Клятте и аппарат фон-Стрибля и др.

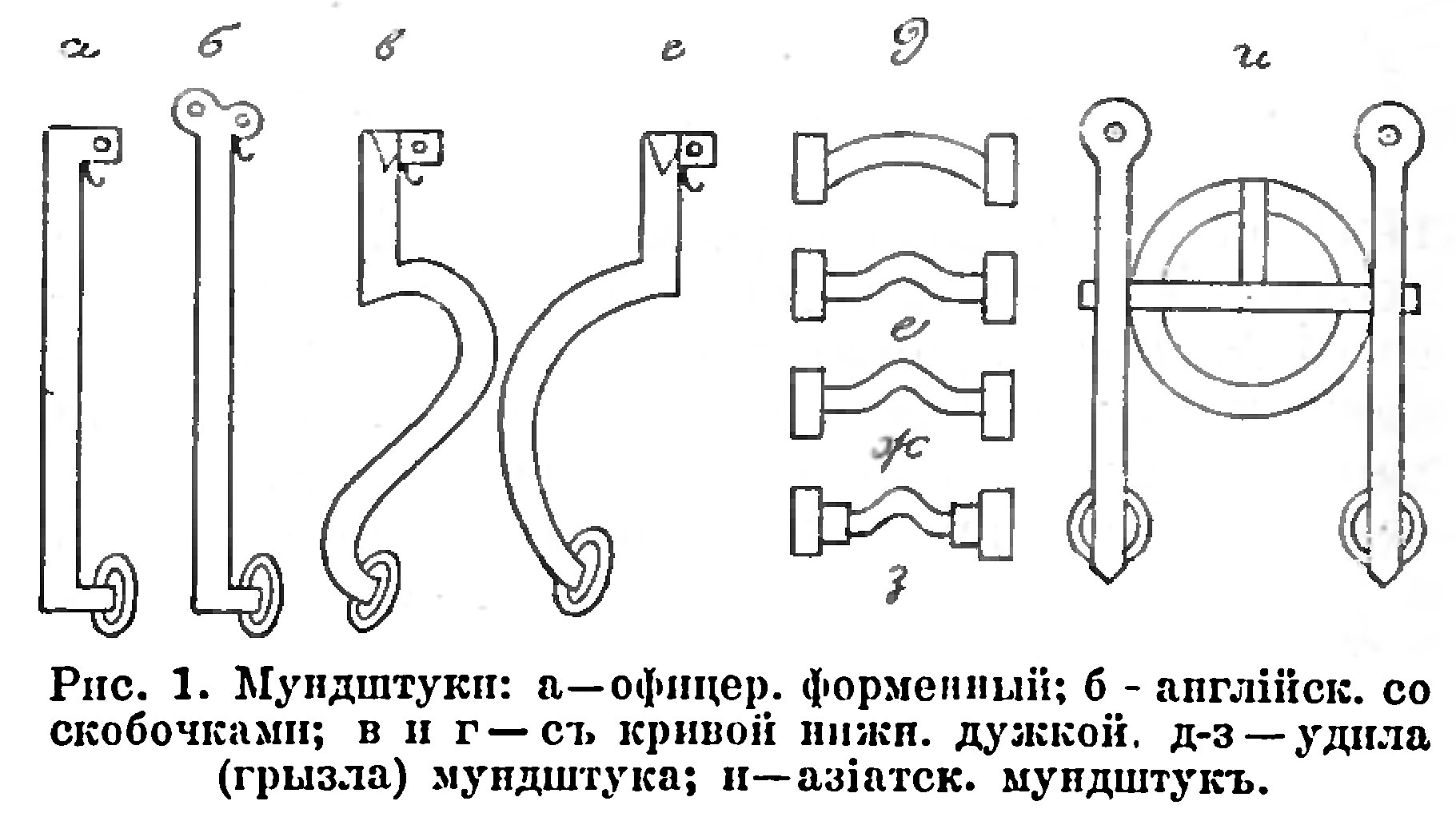
Виды мундштуков
(рис. из «Военной энциклопедии»)

Основным правилом управления мундштуком является условие, чтобы лошадь ощущала более давления во рту, чем в подбородке. Практикой выработан прием, чтоб под пристегнутой цепкой свободно проходил палец руки. При наиболее строгом мундштуке малейшее движение руки передается чувствительно на рот лошади. Строгость мундштука увеличивается, если: а) длина всего мундштука больше, б) если относительная длина верхних щечек уменьшается, в) если удило тоньше, г) если дужка больше и вмещает весь язык, д) если угол, образуемый поводом с щечками, ближе к прямому. Слабейший мундштук тот, который при низкой дужке удилом лежит на языке, почти не касаясь десен.
В начале XIX века мундштуки, главным образом, использовались чтобы соблюсти стройность, гибкость и манёвренность кавалерийского строя (например на парадах), так как их повседневное использование имело и обратный эффект, лошади реагировали на любое непроизвольное натяжение поводий, что в современных реалиях можно сравнить с управлением автомобилем оснащённым усилителем рулевого управления, у которого на рулевом колесе полностью убран люфт. В «Военной энциклопедии Сытина» отмечается, что уже в русско-турецкую войну кавалеристы Императорской армии снимали мундштуки и ездили преимущественно на трензелях.
В настоящее время оголовье мундштучное используется исключительно в конном спорте на соревнованиях по выездке (ППЮ и выше).